# Bildpunkt (astronomische Navigation)
Als Bildpunkt eines Gestirns (englisch: spot, substellar point) wird in der astronomischen Navigation der Punkt bezeichnet, an dem eine gedachte Linie vom Mittelpunkt eines beobachteten Himmelskörpers zum Mittelpunkt der Erde die Erdoberfläche schneidet. Für einen Beobachter, der auf der Erdoberfläche im Gestirnsbildpunkt steht, befindet sich das Gestirn zum Zeitpunkt der Beobachtung im Zenit.
Der Bildpunkt ist in der astronomischen Navigation von großer Bedeutung. Im Nautischen Jahrbuch sind die geographischen Koordinaten der Bildpunkte vieler Himmelskörper für jede volle Stunde verzeichnet und können durch Interpolation für jede Sekunde ermittelt werden. Mithilfe einer sekundengenauen Zeitbestimmung (Chronometer) und einer Höhenwinkelmessung mit dem Sextanten kann aus den Bildpunkt-Koordinaten und dem gemessenen Höhenwinkel eine Standlinie für den eigenen zu bestimmenden Standort gewonnen werden. Diese Standlinie ist ein Kreis auf der Erdoberfläche, dessen Mittelpunkt der Bildpunkt des Gestirns ist; der Radius kann in praktischen Fällen einige Hundert Kilometer betragen. Bei grober Kenntnis des Standortes reicht es, das betreffende kleine Kreissegment in der Nähe des Standortes zu betrachten – oder die Tangente.